# Jean de Lespervez
Jean de Lespervez (né en 1423 mort en 1472) est un ecclésiastique breton qui fut évêque de Cornouaille de 1451 à 1472.

## Biographie
Jean de Lespervez est le fils de Charles seigneur de Perzquen, président de la chambre des comptes de Bretagne et de  Guillemette Paynel. À l'âge de 27 ans, il est protonotaire apostolique et doyen de Nantes lorsque son oncle Alain promu archevêque in partibus de Césarée-en-Palestine, résigne son siège  en sa faveur le 16 janvier 1451 et que le pape Eugène IV notifie sa confirmation au duc Pierre II de Bretagne. Jean de Lespervez doit ensuite engager un conflit juridique avec le duc Pierre II de Bretagne qui fait édifier une forteresse dans sa cité épiscopale. Il porte l'affaire devant le Saint-Siège et obtint un dédommagement. Il meurt en 1472 car les fonctionnaires ducaux saisissent son temporel le 18 mai.

## Héraldique
Ses armoiries sont : de sable à trois jumelles d'or.